# Herrarnas bygelhäst i gymnastik vid olympiska sommarspelen 2000
Herrarnas bygelhäst i gymnastik vid olympiska sommarspelen 2000 avgjordes den 16-24 september i Sydney SuperDome.

## Medaljörer
| Gren                | Guld                   | Silver                 | Brons                  |
| Herrarnas bygelhäst | Marius Urzică Rumänien | Eric Poujade Frankrike | Aleksej Nemov Ryssland |

## Resultat

### Final
| Placering | Gymnast                | Poäng |
| --------- | ---------------------- | ----- |
|           | Marius Urzică (ROU)    | 9.862 |
|           | Eric Poujade (FRA)     | 9.825 |
|           | Aleksej Nemov (RUS)    | 9.800 |
| 4         | Lee Jang-Hyung (KOR)   | 9.775 |
| 5         | Pae Kil-Su (PRK)       | 9.762 |
| 6         | Zoltan Supola (HUN)    | 9.762 |
| 7         | Oleksandr Beresj (UKR) | 9.712 |
| 8         | Nikolai Krjukov (RUS)  | 9.700 |